# Vzpírání na Letních olympijských hrách 2008 – ženy do 69 kg
Vzpěračky do 69 kg soutěžily na Letních olympijských hrách 2008 ve středu 13. srpna. V kategorii startovalo celkem 10 závodnic z 9 zemí. Soutěž nakonec dokončilo 8 z nich. Vítězkou se stala Číňanka Liou Čchun-chung. Vyhrála obrovským rozdílem 31 kg, vylepšila světové rekordy ve všech třech disciplínách, přičemž ten dvojbojový rovnou o celých 10 kg. Stříbro si v nadhozu zajistila Ruska Oxana Slivenková, když se dokázala výsledkově odpoutat od nakonec třetí Natalji Davydovové z Ukrajiny.
Suverénní Číňanka Liouová a Ukrajinka Davydová byly v roce 2016 po reanalýze kontrolních vzorků z důvodu porušení antidopingových pravidel diskvalifikovány. Olympijskou vítězkou se zpětně stala Ruska Slivenková. Původně čtvrtá Leidy Solísová z Kolumbie se posunula na druhé místo a bronz připadl původně páté Abír Abdelrahmánové z Egypta. Abdelrahmánová původně skončila rovněž pátá ve hmotnostní kategorii do 75 kg na Letních olympijských hrách v Londýně, v důsledku analogických reanalýz je ale nyní klasifikována jako stříbrná.

## Program
Pozn.: Pekingského času (UTC+8)
| Datum                  | Čas         | Skupina |
| ---------------------- | ----------- | ------- |
| Středa, 13. srpna 2008 | 15:30–17:30 | A       |

## Přehled rekordů
Pozn.: Platné před začátkem soutěže
| Druh rekordu              | Disciplína | Držitelka         | Výkon  |
| ------------------------- | ---------- | ----------------- | ------ |
| Světové rekordy           | Trh        | Oxana Slivenková  | 123 kg |
| Světové rekordy           | Nadhoz     | Zarema Kasajevová | 157 kg |
| Světové rekordy           | Dvojboj    | Oxana Slivenková  | 276 kg |
| Olympijské rekordy        | Trh        | Liou Čchun-chung  | 122 kg |
| Olympijské rekordy        | Nadhoz     | Liou Čchun-chung  | 152 kg |
| Olympijské rekordy        | Dvojboj    | Liou Čchun-chung  | 275 kg |
| Světové juniorské rekordy | Trh        | Oxana Slivenková  | 123 kg |
| Světové juniorské rekordy | Nadhoz     | Zarema Kasajevová | 157 kg |
| Světové juniorské rekordy | Dvojboj    | Liou Čchun-chung  | 275 kg |

## Startovní listina
| Poř.                        | Závodnice                       | Stát          | Těl. hm. [kg] |       | Trh [kg] | Trh [kg] | Trh [kg] |       | Nadhoz [kg] | Nadhoz [kg] | Nadhoz [kg] |  | Výsledek [kg] |
| --------------------------- | ------------------------------- | ------------- | ------------- | ----- | -------- | -------- | -------- | ----- | ----------- | ----------- | ----------- |  | ------------- |
| Poř.                        | Závodnice                       | Stát          | Těl. hm. [kg] | 1. p. | 2. p.    | 3. p.    | 1. p.    | 2. p. | 3. p.       |             |             |  | Výsledek [kg] |
|                             | Liou Čchun-chung                | Čína          | 68,87         |       | 120      | 125      | 128      |       | 145         | 149         | 158         |  | 286           |
| Zlatá olympijská medaile    | Oxana Slivenková                | Rusko         | 68,47         |       | 110      | 115      | 115      |       | 136         | 140         | ---         |  | 255           |
|                             | Natalja Davydovová              | Ukrajina      | 68,63         |       | 110      | 113      | 115      |       | 130         | 133         | 135         |  | 250           |
| Stříbrná olympijská medaile | Leidy Solísová                  | Kolumbie      | 67,54         |       | 99       | 103      | 105      |       | 125         | 132         | 135         |  | 240           |
| Bronzová olympijská medaile | Abír Abdelrahmánová             | Egypt         | 69,00         |       | 100      | 105      | 105      |       | 133         | 133         | 136         |  | 238           |
| 4.                          | Tulia Ángela Medinaová          | Kolumbie      | 68,63         |       | 100      | 104      | 106      |       | 120         | 124         | 124         |  | 230           |
| 5.                          | Hanna Bacjušková                | Bělorusko     | 68,65         |       | 105      | 110      | 110      |       | 120         | 126         | 126         |  | 225           |
| 6.                          | Rika Saitóová                   | Japonsko      | 68,65         |       | 87       | 87       | 90       |       | 115         | 120         | 122         |  | 209           |
|                             | Iriner Jiménezová               | Venezuela     | 65,33         |       | 87       | 90       | 93       |       | 120         | 120         | 120         |  |               |
|                             | Hong Jong-ok                    | Severní Korea | 68,07         |       | 103      | 103      | 103      |       |             |             |             |  |               |
|                             | Laishram Monika Deviová[zápis?] | Indie         |               |       |          |          |          |       |             |             |             |  |               |

## Nově stanovené rekordy
| Druh rekordu       | Disciplína | Držitelka        | Výkon  |
| ------------------ | ---------- | ---------------- | ------ |
| Světové rekordy    | Trh        | Liou Čchun-chung | 128 kg |
| Světové rekordy    | Nadhoz     | Liou Čchun-chung | 158 kg |
| Světové rekordy    | Dvojboj    | Liou Čchun-chung | 286 kg |
| Olympijské rekordy | Trh        | Liou Čchun-chung | 128 kg |
| Olympijské rekordy | Nadhoz     | Liou Čchun-chung | 158 kg |
| Olympijské rekordy | Dvojboj    | Liou Čchun-chung | 286 kg |